# Павел Блем
Павел Блем (пол. Paweł Blehm; нар. 17 квітня 1980, Олькуш) – польський шахіст, гросмейстер від 2001 року.

## Шахова кар'єра
Від середини 1990-х років належав до числа провідних юніорів світу. Шестиразовий чемпіон Польщі серед юніорів у різних вікових категоріях. 1994 року в Сегеді став віце-чемпіоном світу серед юніорів до 14 років, крім того, був двічі командним чемпіоном світу серед юніорів (у 1999 і 2000 роках) і поділив 2-ге місце на чемпіонаті Європи до 20 років (2000 року в Авілесі).
Переміг на міжнародних турнірах, який відбулися в таких містах, як: Мендзиздроє (1993), Галльсберг (1999), Лігниця (2000), Даллас (2001), Бермудські Острови (2002), а також Каїр (2002, разом з Сергієм Тівяковим). 2000 року переміг на зональному турнірі в Будапешті, завдяки чому завоював путівку на чемпіонат світу ФІДЕ, який відбувся за олімпійською системою в Нью-Делі (у першому раунді поступився Смбатові Лпутяну).
У 2000-2002 роках тричі виступив у фіналі чемпіонату Польщі найвище місце (5-те) посівши у 2000 році в Плоцьку. Того ж року виступив у складі збірної Польщі на шаховій олімпіаді в Стамбул, набравши на 6-й шахівниці 3½ очка в шести партіях.
Найвищий рейтинг Ело в кар'єрі мав станом на 1 квітня 2002 року, досягнувши 2546 очок займав тоді 6-те місце серед польських шахістів.
Починаючи з 2002 року постійно живе в Балтиморі (США). Разом з Марціном Каміньським заснував компанію Chessaid , яка займається шаховим тренуванням через Інтернет.

## Зміни рейтингу
| На цьому місці має відображатися графік чи діаграма, однак з технічних причин його відображення наразі вимкнено. Будь ласка, не видаляйте код, який викликає це повідомлення. Розробники вже працюють для того, щоби відновити штатне функціонування цього графіка або діаграми. | |
| | На цьому місці має відображатися графік чи діаграма, однак з технічних причин його відображення наразі вимкнено. Будь ласка, не видаляйте код, який викликає це повідомлення. Розробники вже працюють для того, щоби відновити штатне функціонування цього графіка або діаграми. |